# Okręg wyborczy South Wales East
Okręg wyborczy South Wales East – jednomandatowy okręg wyborczy do Parlamentu Europejskiego (PE), istniejący w latach 1984-1999 i obejmujący, zgodnie z nazwą, południowo-wschodnią Walię. Powstał w 1984 w wyniku przekształcenia dotychczasowego okręgu South East Wales. W 1999 został zastąpiony przez nowy, wielomandatowy okręg do PE, obejmujący całą Walię. Przez cały czas swego istnienia był kontrolowany przez Partię Pracy. 

## Lista posłów
| okres urzędowania | poseł          | przynależność |
| ----------------- | -------------- | ------------- |
| 1984-1994         | Llew Smith     | Partia Pracy  |
| 1994-1999         | Glenys Kinnock | Partia Pracy  |

źródło: 